# Сергей Белкинов
Сергей Белкинов е български инженер, офицер, полковник.

## Биография
Роден е на 19 февруари 1964 г. в кърджалийското село Чорбаджийско. През 1982 г. завършва математическата гимназия в Пловдив. От 1982 до 1987 г. учи във Висшето военновъздушно училище в Долна Митрополия. Службата си започва като заместник-старши техник на звено към поделение 26060 в Чешнегирово. От 1988 до 1993 г. е борден техник в поделение 32040 в Крумово. Впоследствие е старши техник на звено (1993 – 1996) и старши инженер по ВД-борден в служба АТВ на същото поделение (1996 – 1997). През 1999 г. завършва Военната академия в София и след това е назначен за старши помощник-началник на отдел течхника и въоръжение, той и началник на отделение АТ и В Корпус Тактическа авиация (КТА), към поделение 26930. На тази позиция остава до 2001 г. От 2001 до 2002 е заместник-началник на отдел, той и началник на отделение „Авиационна техника“ в КТА. В периода 2002 – 2009 е заместник-командир, отговарящ за авиационна техника и въоръжение на поделението в Крумово. От 2010 до 2011 г. учи в Националния университет по отбраната на САЩ като същевременно е заместник-командир, отговарящ за авиационна техника и въоръжение на поделението в Граф Игнатиево. След завръщането си е назначен за Началник на сектор „Авиационна техника и въоръжение“ към Командването на Военновъздушните сили. От 2013 до 2017 г. е началник на отдел „Планиране, развитие и бюджетиране на Военновъздушните сили“ в Командване на ВВС. През 2017 г. за кратко е заместник-началник на Щаба на Военновъздушните сили, а малко по-късно и началник на Щаба на Военновъздушните сили. Награждаван е с Награден знак за вярна служба под знамената – III степен, 11.10.2004.

## Военни звания
- 1987 г. – лейтенант;
- 1990 г. – старши лейтенант;
- 1994 г. – капитан;
- 1997 г. – майор;
- 2002 г. – подполковник;
- 2006 г. – полковник;